# Homalomena latifrons
Homalomena latifrons är en kallaväxtart som beskrevs av Adolf Engler. Homalomena latifrons ingår i släktet Homalomena och familjen kallaväxter. Inga underarter finns listade.